# Николаевский собор (Новомиргород)
Николаевский собор (Собор Святого Николая, Собор Святителя Николая) — каменный собор в Новомиргороде, памятник архитектуры XVIII века, разрушен советской властью в 1932 году. Был расположен на территории современного городского парка.

## История
Строительства собора было начато 6 декабря 1752 года полковником Иваном Хорватом. Был построен по благословению митрополита Киевского Тимофея Щербацкого. Строительство собора велось за счёт общей суммы ассигнаций русского правительства, выданных Ивану Хорвату на развитие края.
В 1792 году справа от главного входа в собор был похоронен генерал-аншеф русской армии Пётр Текели, который за свой счёт обустроил здесь алтарь в честь Петра и Павла. Над местом склепа, на стене храма висело полотно с эпитафией (теперь хранится в Кировоградском областном краеведческом музее).
После того как Новомиргород в 1794 году стал губернским и епархиальным городом, собор Святого Николая стал кафедральным. Сюда были переведены духовная семинария и консистория.
В 1799 году был поставлен первый архиерей — Афанасий (Иванов).
В 1804 году после перевода Павлом I архиерейской кафедры из Новомиргорода в Екатеринослав, Николаевский собор утратил статус кафедрального и стал обычным городским собором. Его настоятелем стал протоиерей Феодор Дмитриевский с подчинением всего Новомиргородского духовенства Елисаветградскому духовному правлению.
На Пасху «Деяния святых апостолов» с амвона собора читались на старославянском, греческом, древнееврейском и латинском языках. В это время редко, через небольшие интервалы, звонили в колокол, висевший на третьем ярусе колокольни. Именно этот колокол имел особое, успокаивающее своей мелодичностью звучание. Существовала легенда, что когда его отливали, в город приехал один запорожский казак, который не назвал своей фамилии, привёз с собой немало серебра и попросил, чтобы его растопили в том отливке.
В 1823 году к собору были пристроены два придела — в честь Петра и Павла и Рождества Богородицы.
На территории собора, вдоль современной улице Поповкина, находились келии женского монастыря.
В 1932 году, во время очередной атеистической кампании Николаевский собор был продан на слом Маловисковской сахароварне, после чего взорван. Ещё раньше с колокольни сняли колокола.
После разрушения собора кельи монахинь перевели в Лебединский монастырь.

## Описание
Собор был расположен непосредственно на территории шанецов, выполненный в стиле ампир.
В плане представлял собой девятидольное Крестчатое сооружение, над которой поднимался четырёхугольная глава, законченная дванадцатисегментным шатром, который был увенчан круглым глухим фонарём и позолоченной сферой. Основу внутренней части собора в плане составлял прямоугольник со своими боковыми пристройками, бабинцем, алтарём и арочными сводами образовывали огромное пространство, не только распространилась по основной оси, но и поднимался по восходящей вверх, образуя грандиозный свод.
В высоту собор имел 40,5 м, в длину — 36 м, в ширину — 15 м.
Собор построен до карнизов из кирпича, выше — из дерева. Собор имел низкие своды, его рамена сильно выступали, поэтому издалека он казался несколько распластанным (в виде корабля). При приближении распластанность исчезала. Высокие оконные проёмы нижнего и верхнего ярусов придавали строению стремительности и лёгкости. По вертикальным стенам собора членились едва заметными пилястры, что обеспечивало храму выдержанную строгость, а двенадцатиугольная глава, которая была украшена полуколоннами, выгодно выделялась над всей конструкцией.
К храму были пристроены прямоугольные апсиды такой же высоты, как и мышцы. Они имели по два окна одинакового размера, как и пристройки, что придавало строения внутреннего пространства и внешней филигранности. Сами апсиды, органично сочетаются с основной здания, образовывали одно целое.
Колокольня собора — в плане четырёхугольная башня — была пристроена к бабинця, а в интерьер и его продолжала. Она имела четыре яруса, которые завершались кулястоподибним шатром, увинченим высоким шпилем, гармонично дополнял сооружение и составил главную вертикальную доминанту собора. Вход в колокольне был с бабинца. На её втором ярусе висел большой колокол, диаметром до 2,5 метра. Колотилось колокола мало около 65-80 кг. Его можно было слышать в радиусе 10-20 км.
Большие полуциркульные окна и глухие ниши своей светотеневой игрой оказывали колокольни легкости и хорошо заполняли стеновой пространство. Центральный вход храма украшал шестиколонный портик ионического ордера.
Двор собора был окружен белой кирпичной оградой изысканной формы: плоскости стены между столбцами были заполнены решетчатыми плитами, сделанными из обожженной глины. Главные ворота и два боковых входа вместе напоминали своеобразную ворота и также были выполнены из кирпича. Вместе с ограждением и входными арками это подчеркивало и дополняло Шпилевой композицию всего ансамбля.
Высокий (5 ярусов) резной иконостас отделял алтарь от центральной части храма и имел большие центральные ворота, по обе стороны от которых находились меньшие двери. Между центральными и боковыми дверями пространство было заполнено иконами в богатой и пышной оправе. Над центральными воротами находился треугольник, внутри которого нарисован всевидящее око. От двух боковых сторон равнораменным треугольника расходились длинные лучи, изготовленные из дерева и покрыты позолотой. Слева и справа от центральной части собора перед амвон ом содержались клирос и. Хоры находились на западной центральной части храма второго яруса.